# ویروو
ویروو (به لاتین: Virove) یک منطقهٔ مسکونی در بلغارستان است که در شهرستان مونتانا واقع شده‌است.